# If Stockholm Open 2006
If Stockholm Open 2006 — тенісний турнір, що проходив на кортах з твердим покриттям у місті Стокгольм, Швеція з 9 жовтня . Належав до категорії ATP International Series.

## Фінальна частина

### Одиночний розряд
Джеймс Блейк —  Яркко Ніємінен 6–4, 6–2

### Парний розряд
Пол Генлі /  Кевін Ульєтт —  Олів'є Рохус /  Крістоф Вліген 7–6(7–2), 6–4